# Cukier wanilinowy
Cukier wanilinowy – przyprawa stosowana w cukiernictwie jako tańszy zamiennik cukru waniliowego. Uzyskiwana jest w wyniku zmieszania cukru z waniliną lub z etylowaniliną. Ma kolor biały lub lekko kremowy. Dodatki do cukru dają charakterystyczny aromat i smak przyprawie. Wanilina stanowić powinna co najmniej 1% zawartości przyprawy, etylowanilina nie mniej niż 0,33% i nie więcej niż 0,5%. Syntetyczne dodatki aromatyzujące uzyskiwane są najczęściej z miazgi drzewnej i nie mają wszystkich cech naturalnej wanilii.
Przyprawa powinna być przechowywana z dala od źródeł intensywnych zapachów w temperaturze do 20 °C i przy wilgotności powietrza poniżej 75%.